# Бутковец
Бутковец је насељено место у саставу општине Брезнички Хум у Вараждинској жупанији, Хрватска. До територијалне реорганизације у Хрватској налазио се у саставу старе општине Нови Мароф.

## Становништво
На попису становништва 2011. године, Бутковец је имао 203 становника.

## Попис1991.
На попису становништва 1991. године, насељено место Бутковец је имало 218 становника, следећег националног састава:
| Попис 1991.‍ | Попис 1991.‍ | Попис 1991.‍ | Попис 1991.‍ | Попис 1991.‍ |
| ----------- | ----------- | ----------- | ----------- | ----------- |
|             |             |             |             |             |
| Хрвати      | Хрвати      |             | 215         | 98,62%      |
| Словенци    | Словенци    |             | 1           | 0,45%       |
| Црногорци   | Црногорци   |             | 1           | 0,45%       |
| непознато   | непознато   |             | 1           | 0,45%       |
| укупно: 218 |             |             |             |             |